# Золота гуска
«Золота гуска» (нім. Die goldene Gans) — казка, опублікована братами Грімм у збірці «Дитячі та сімейні казки» (1812, том 1, казка 64). Згідно з класифікацією казкових сюжетів Аарне-Томпсона має номер 571: «Усі прилипли разом», а також епізод 513B: «Корабель, що їде і морем, і суходолом».

## Сюжет
Чоловіка мав трьох синів. Наймолодшого з них називали Дурником й висміювали. Одного разу старший брат пішов у ліс по дрова, але по дорозі зустрів сивого чоловічка, який попросив його поділитися своїми припасами. Однак старший син відмовився і через деякий час поранив собі руку. Так сталося і з іншим братом, який зустрів у лісі сивого чоловічка. Тоді Дурник оголосив, що він теж спробує піти нарубати дров, узяв з дому трохи припасів і попрямував до лісу. По дорозі він зустрів сивого чоловічка, який попросив у нього їжі. Дурник запропонував йому половину свого коржика і половину кислого пива, але коли вони почали їсти разом, коржик перетворився на смачний пиріг, а пиво — на добре вино. Чоловічок сказав Дурнику, що за його добре серце обдарує його щастям, показав пальцем на старе дерево і сказав зрубати його і взяти те, що той знайде під його корінням. Потім він попрощався з Дурником і зник.
Дурник взявся за роботу і знайшов серед коріння золоту гуску. Він дістав її й взяв із собою, але по дорозі зупинився у заїжджому дворі, де три доньки господаря, намагаючись висмикнути пір'ячко із золотої гуски, прилипли одна до одної. Вранці Дурник взяв гуску і пішов далі, не звертаючи уваги на прилиплих до неї дівчат, які йшли за ним. По дорозі їх зустрів піп, який торкнувся однієї з дівчат і теж прилип. Тоді до них приєднався паламар, який ненароком схопив панотця за рукав. Зустрівши по дорозі двох селян, піп попросив у них допомоги, але вони теж прилипли до них.
Усі семеро дісталися до міста, де жив король, дочку якого ніхто не міг розсмішити. Король видав декрет, що той, хто зможе розсмішити принцесу, зможе одружитися з нею. Коли принцеса побачила Дурника і його вервечку, то так зареготала, що не могла зупинитися.
Тоді Дурник підійшов до короля і попросив дозволу одружитися з принцесою, але той не захотів віддавати свою дочку за нього і забажав, щоб Дурник спочатку знайшов людину, яка могла б випити повний погріб вина, а тоді людину, яка зможе з'їсти цілу гору хліба. Дурник виконав обидва завдання, покликавши на допомогу сивого чоловічка, який, як виявилося, страждав від сильного голоду і спраги.
Тоді король наказав Дурнику дістати корабель, що їде і морем, і суходолом. Дурник знову пішов до сивого чоловічка, який погодився дістати йому такий корабель, оскільки той колись поділився з ним своїм пирогом. Дурник прибув на кораблі в королівський замок, і король, не маючи вибору, віддав за нього свою дочку. Після смерті короля Дурник успадкував королівство і довго-щасливо жив зі своєю дружиною.

## Екранізації
- «Казки братів Грімм» («Золота гуска» — Епізод 6, Серія 1) — японський анімаційний серіал 1987 року;
- «Скарбниця найкрасивіших казок» («Золота гуска» — 12 серія) — японський мультсеріал 1995 року;
- «Золота гуска» — німецький фільм 2013 року.